# Matthias Glarner
Matthias Glarner (* 19. Dezember 1985 in Meiringen) ist ein ehemaliger Schweizer Schwinger.
Glarner gewann am Eidgenössischen Schwing- und Älplerfest 2016 bei Estavayer-le-Lac vor gut 50'000 Zuschauern den Schlussgang gegen Armon Orlik und wurde damit zum nationalen Schwingerkönig. Als Siegerpreis erhielt er neben dem Kranz den schwarzweiss gefleckten Muni «Mazot de Cremo». Unfallbedingt fiel er 10 Monate später für längere Zeit aus, erkämpfte sich am Abendschwinget in Fankhaus 2019 dann aber doch den 4. Rang.
In der offiziellen Jahrespunkteliste des Eidgenössischen Schwingerverbands belegte Glarner 2019 den 85. Rang.
Glarner trat für den Schwingclub Meiringen an und beendete seine Aktivenzeit 2019. Er wohnt in Bönigen, zuvor in Heimberg. Er ist gelernter Polymechaniker mit Berufsmatura. An der Universität Bern absolvierte er den Bachelorstudiengang in Sport und Betriebswirtschaftslehre, den Masterstudiengang in Sport und Geschichte sowie den CAS in Entrepreneurial Leadership. Der Fussballspieler Stefan Glarner ist sein Bruder.

## Siege
- 2016:
  - 1. Rang Eidgenössisches Schwing- und Älplerfest bei Estavayer-le-Lac
  - 1. Rang Bernisch Kantonales Schwingfest in Meiringen-Unterbach
  - 1. Rang Abendschwinget in Frutigen
  - 1. Rang Klubschwinget in Interlaken

- 2015:
  - 1. Rang Schwägalpschwinget
  - 1. Rang Seeländisches Schwingfest in Vinelz
  - 1. Rang Oberaargauisches Schwingfest in Grasswil/Seeberg
  - 1. Rang Abendschwinget in Frutigen
  - 1. Rang Ballenbergschwinget in Hofstetten
  - 1. Rang Jahresschwinget in Thun
  - 1. Rang Hallenschwinget in Engelberg

- 2014:
  - 1. Rang Chemihütteschwinget in Aeschiried
  - 1. Rang Gornergrat-Schwinget in Zermatt
  - 1. Rang Nordwestschweizerisches Schwingfest in Zuchwil
  - 1. Rang Seeländisches Schwingfest in Studen
  - 1. Rang Ballenbergschwinget ob Hofstetten
  - 1. Rang Jahresschwinget in Thun

- 2013:
  - 1. Rang Seeländisches Schwingfest in Biel
  - 1. Rang Hallenschwinget in Kirchberg
  - 1. Rang Hallenschwinget in Thun
  - 1. Rang Chemihütteschwinget in Aeschiried

- 2012:
  - 1. Rang Brauischwinget in Interlaken
  - 1. Rang Chemihütteschwinget in Aeschiried

- 2011:
  - 1. Rang Oberaargauisches Schwingfest in Rumisberg

- 2009:
  - 1. Rang Rigi-Schwinget

- 2008:
  - 1. Rang Südwestschweizerisches Schwingfest La Chaux-de-Fonds

- 2007:
  - 1. Rang Mittelländisches Schwingfest Schwarzenburg

- 2006:
  - 1. Rang Oberländisches Schwingfest Frutigen

- 2005:
  - 1. Rang Mittelländisches Schwingfest Wattenwil